# Noitibó-da-selva
O noitibó-da-selva (Caprimulgus indicus) é uma espécie de noitibó encontrada no subcontinente indiano. É encontrado principalmente nas bordas das florestas, onde é visto ou ouvido ao anoitecer. A taxonomia desse noitibó e de outros relacionados é complexa e uma série de tratamentos foi seguida para abranger esse e vários outros noitibós da região asiática. Anteriormente, era chamado de noitibó-cinza ou noitibó-da-selva-indiana e, às vezes, incluía o noitibó-cinzento [en] (C. jotaka) da Ásia Oriental como subespécie.

## Descrição

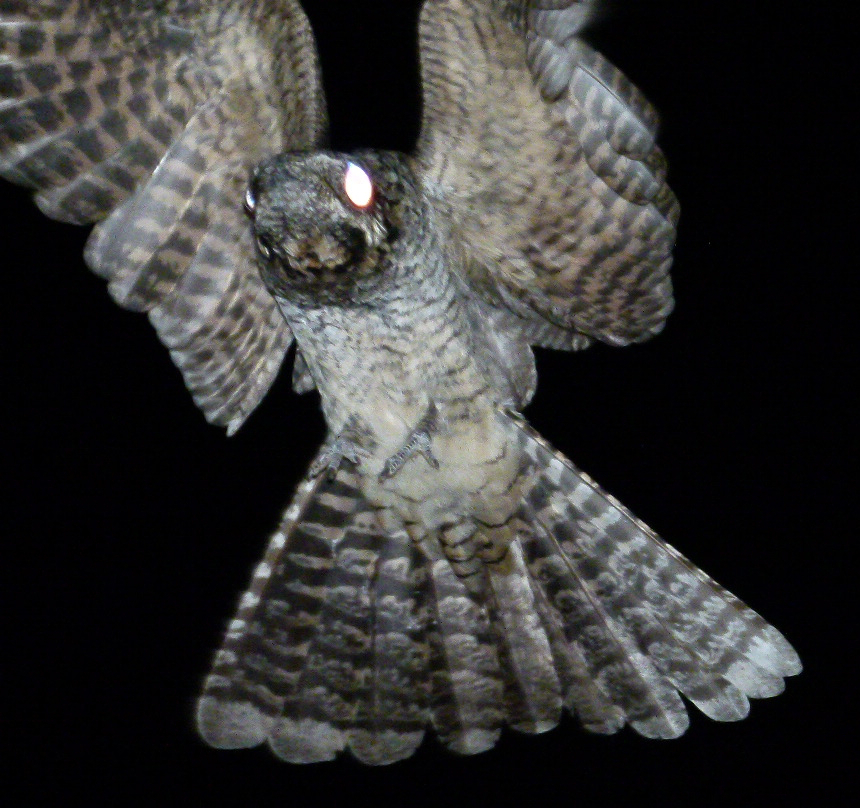
Em voo (Gates Ocidentais).

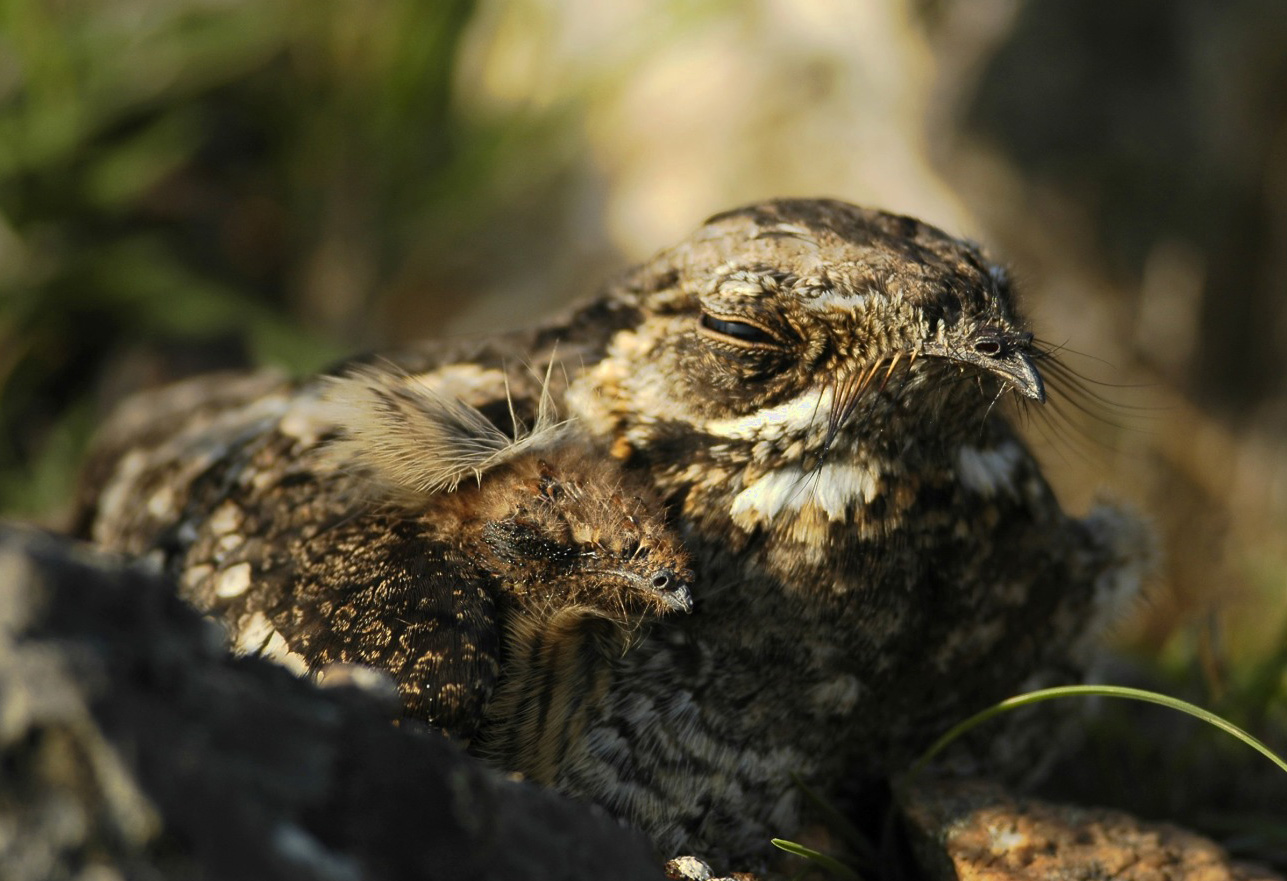
Com filhote, noParque Nacional Bandipur.

O noitibó-da-selva tem cerca de 21 a 24 cm de comprimento, sendo que a população do Sri Lanka (subespécie kelaarti) é menor. Na maioria das vezes, é cinza com listras pretas no píleo, mas não possui uma mancha conspícua na asa, que é ruiva. A cauda é acinzentada com faixas pretas estreitas bem separadas. O macho tem uma mancha branca na garganta. A fêmea tem uma mancha ruiva na garganta e estrias submucosas. O chamado usual é uma série de notas de thacoo ou chuck (a uma taxa de 5 a cada 2 segundos) como um motor distante. O canto é uma série lenta e regular de notas FWik-m, repetidas por até 10 segundos. Às vezes, termina em um rápido assobio foo-foo. Um canto descrito como uk-krukroo atribuído a essa espécie por Ali e Ripley em seu Handbook está errado e é o canto da coruja Otus sunia.

## Taxonomia

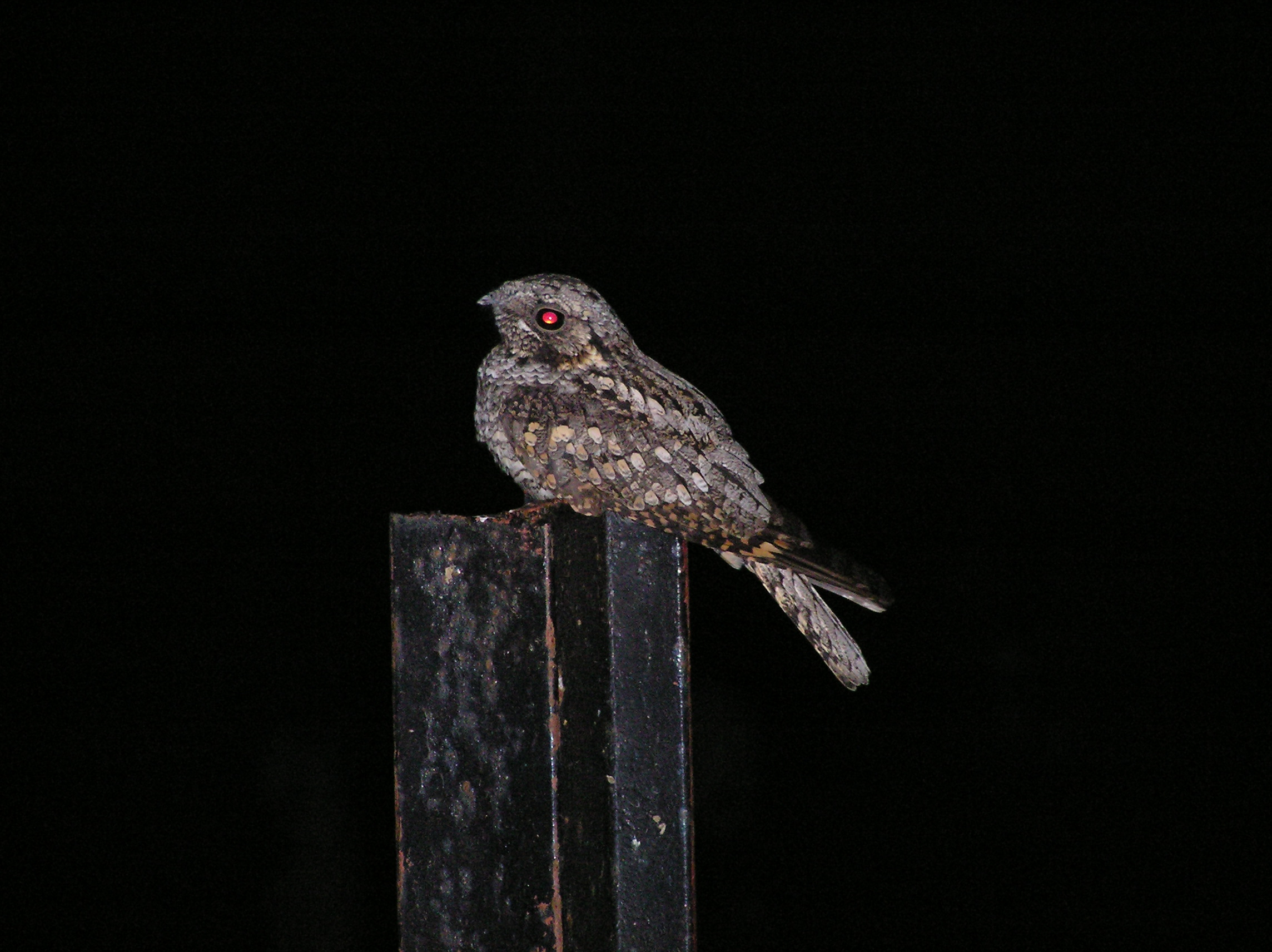
Noitibó-da-selva em Karnataka.

As populações da Índia (Caprimulgus indicus) e do Sri Lanka (subespécie kelaarti) estão incluídas nessa espécie, enquanto a jotaka (cuja coloração dos ovos e cantos são diferentes) foi separada e elevada a uma espécie completa, o noitibó-cinzento, por Rasmussen e Anderton (2005). As populações encontradas ao longo do Himalaia, a oeste de Hazara até o Butão e ao sul até Bangladesh, hazarae, são então tratadas como uma subespécie de Caprimulgus jotaka neste trabalho. Registros de jotaka vieram das Ilhas Andamão e Phuntsholing.
Tratamentos mais antigos incluem as subespécies migratórias jotaka e phalaena (Ilha de Palau), amplamente distribuídas (China, Japão), nessa espécie. Seu nome científico significa “noitibó-da-Índia” e, portanto, às vezes é confundido com o C. asiaticus, que é comumente conhecido como o  noitibó-indiano. Para diferenciá-los, antigamente o C. indicus era conhecido como o grande-noitibó-indiano.

## Comportamento
O noitibó-da-selva torna-se ativo ao anoitecer, geralmente em pastagens montanhosas ou arbustos, empoleirando-se regularmente em postes ou rochas proeminentes favoritos. Ele se empoleira em árvores, empoleirando-se longitudinalmente ao longo de um galho. A estação de reprodução na Índia é de janeiro a junho e de março a julho no Sri Lanka. O ninho é um pedaço de terra descoberto no chão, no qual são postos dois ovos. Ambos os pais incubam os ovos por cerca de 16 a 17 dias.